# 美卡拉明
美卡拉明（商品名有：Inversine、Vecamyl等）是一种有机化合物，分子式C11H21N，是一种非选择性的、非竞争性的菸鹼型乙醯膽鹼受體（nAChRs）拮抗剂，可作为抗高血压药使用。